# Buellia australica
Buellia australica är en lavart som beskrevs av Räsänen 1944. Buellia australica ingår i släktet Buellia och familjen Caliciaceae.   Inga underarter finns listade i Catalogue of Life.